# Club Natación Ondarreta Alcorcón
El Club Natación Ondarreta Alcorcón (Club Natación Alcorcón Arena, des de 2005) va ser un club de natació i waterpolo amb seu a Alcorcón (Madrid). Fundat el 1982, va desaparèixer el 2011.
Va tenir una reeixida secció de waterpolo femení. El 2006 es va convertir en el primer i únic equip no català a guanyar la lliga espanyola de waterpolo femení.

## Palmarès
- Campió de la Copa de Madrid de waterpolo masculí (2009)
- Campió de la Copa de Madrid de waterpolo femení (2009)
- 2 vegades campió de la copa de la Reina de waterpolo femení (2006 i 2007)
- 1 cop campió de la lliga espanyola de waterpolo femení (2006)